# Tino Gatagán
Tino Gatagán: (Seudónimo de Constantino Gómez Vidal, nació en Villamartín de la Abadía, (León, el 3 de febrero de 1951 - Madrid, el 7 de mayo del 2005), fue un pintor e ilustrador español. 
Entre los diarios en los que trabajó cabe destacar La Crónica de León, donde coincidió con los ilustradores, también leoneses: Toño Benavides, Javier Zabala y  Miguel Ángel Martín; y el El País. Colaboró también en publicaciones periódicas como Muy Interesante o Pequeño País. Trabajó con Anaya, Espasa-Calpe o Alfaguara, entre otras  muchas editoriales.
Sus dibujos acompañan la obra de grandes autores no solo, aunque si especialmente, en las vertientes infantil y juvenil de la literatura: Fernando Alonso, Antonio Pereira o Carlos Ruiz Zafón.
Su amigo, el académico y Premio Nacional de Literatura en el 2000, Luis Mateo Díez, dijo de él:

Gatagán no era un mero ilustrador. Su personalidad, su generosidad, le hacía ir mucho más allá de la ilustración. Tenía una gran capacidad de trabajo y una gran convicción en lo que hacía. Y lo que hacía era contar historias. Así lo decía él y así lo creía yo.
Luis Mateo Díez en Revista Babar.

La Fundación Germán Sánchez Ruipérez ha digitalizado la obra gráfica completa, trescientos setenta y nueve títulos en total, de Tino Gatagán.

## Galardones
- Premio Lazarillo de Ilustración  en 1982 y 1985.[5]
- Medalla de Oro del Consejo Internacional de Ilustración y Diseño en Ockland, California, en 1990.[6]